# Pilosa pilosa
Pilosa pilosa is een hooiwagen uit de familie Zalmoxioidae. De wetenschappelijke naam van de soort werd voor het eerst geldig gepubliceerd door Gonzáles-Sponga in 1999.